# Цьона Олег Михайлович
Олег Михайлович Цьона (нар. 9 грудня 1962, Русин Сокальського району Львівської області) — український актор театру і кіно. Актор, а з 2 грудня 2019 року директор-художній керівник Львівського академічного молодіжного театру імені Леся Курбаса. Народний артист України (2024).

## Освіта
1989 року закінчив акторську студію при Львівському театрі імені Леся Курбаса. У 2003-му закінчив філологічний факультет Львівського університету імені Івана Франка. Кваліфікація — бакалавр філології, вчитель української мови і літератури. За сумісництвом обіймає посаду доцента кафедри режисури та хореографії на факультеті культури і мистецтв Львівського університету.
З 1989 року виступає у Театрі імені Леся Курбаса.
Викладав на театральних курсах:
- 2001 — акторський курс при Львівському національному університеті імені Івана Франка,
- 2005 — акторський курс при Львівському національному університеті імені Івана Франка.

## Ролі в театрі

### Львівський театр імені Леся Курбаса
- 1989 Брат Домінік, «Сад нетанучих скульптур», Ліна Костенко
- 1990 Юда, Сабо, «Йоганна, жінка Хусова», Леся Українка
- 1990 Тихон, Червоноармієць, «Між двох сил», Володимир Винниченко
- 1990 Віконт де Жуайоз, «Двір Генріха ІІІ», Александр Дюма
- 1991 Раскольников, Разуміхін, «Сни», за романом «Злочин і кара» Федора Достоєвського
- 1992 Раскольников, Разуміхін, «Ілюзії», за романом «Злочин і кара» Федора Достоєвського
- 1993 Еродій, Батько, «Благодарний Еродій», Григорій Сковорода
- 1994 Свидригайлов, «Забави для Фауста», за романом «Злочин і кара» Федора Достоєвського
- 1995 Юда, Хуса, «Апокрифи», Леся Українка
- 1996 «Сон», вечір поезії Тараса Шевченка
- 1996 Гаєв, Яша, «Садок вишневий», Антон Чехов
- 1996 «Молитва до зір», вечір поезії Богдана-Ігоря Антонича
- 2000 Арістофан, «Хвала Еросу» за твором Платона «Бенкет»
- 2000 Командор, «Камінний господар», Леся Українка
- 2002 Батько, «Вість літа», поле співу
- 2002 Арістофан, «Silenus Alcibiadis» за твором Платона «Бенкет»
- 2004 Адам Кисіль, «Богдан», КЛІМ
- 2006 Поццо, «Чекаючи на Годо», Семюел Беккет
- 2006 Суддя, «Ma-na Hat-ta», за Інґеборґ Бахман
- 2010 Ґрінберґ, «Між двох сил», Володимир Винниченко
- 2010 Лір, «Король Лір», Вільям Шекспір
- 2011 Лісовик, «Лісова пісня» Леся Українка
- 2013 Одинокий хор, або Той, хто питає «не хор», «Так казав Заратустра», за твором «Так казав Заратустра» Фрідріха Ніцше та текстами КЛІМа
- 2016 Орач Коник Вільям, «Ножі в курях, або Спадок Мірошника», Девід Гарровер
- 2023 — «Мольєр. Анатомія» Ніни Захоженко за мотивами п’єси «Хворий, та й годі» Мольєра; реж. Дмитро Захоженко — Арган[4]

### Самостійний театральний досвід
- 1993 Він, «Осінь», Олександр Олесь
- 1994 Він, «Голос», Гарольд Пінтер
- 2005 Щасливцев, «ДерВальд»

### Участь в українських та міжнародних театральних фестивалях, проєктах
- 1990 Досвід самостійної роботи, лабораторія Анатолія Васильєва, Санкт-Петербург
- 1991 Фестиваль драматургії Лесі Українки, Луцьк
- 1992 «Золотий лев», міжнародний театральний фестиваль, Львів
- 1992 «Мистецьке Березілля», міжнародний театральний фестиваль, Київ
- 1993 Міжнародний фестиваль української культури, Люблін, Польща
- 1993 «Інтерберезіль», міжнародний театральний фестиваль, Харків
- 1993 LaMama Theatre, з Яра Мистецькою групою, Нью-Йорк, США
- 1994 «III Мистецьке Березілля», міжнародний театральний фестиваль, Київ
- 1994 «Нова сцена», міжнародний театральний фестиваль, Харків
- 1994 «Gardzienice», міжнародний театральний фестиваль, Люблін, Польща
- 1994 «Золотий лев», міжнародний театральний фестиваль, Львів
- 1996 Чеховський міжнародний театральний фестиваль, Москва, Росія
- 1996 «Workcentre of Jerzy Grotowski», культурний обмін, Понтедера, Італія
- 1997 «Контакт», міжнародний театральний фестиваль, Торунь, Польща
- 1998 «Ярилові ігрища», в рамках фестивалю Театр. Метод і практика, Львів
- 1998 «Театр: вікно в Україну», культурний обмін, США
- 1999 Н. Е. Т., міжнародний театральний фестиваль, Москва
- 1999 Фестиваль української культури, Краків
- 1999 «Сібіу-99», міжнародний театральний фестиваль, Сібіу, Румунія
- 1999 «Театр третього тисячоліття», театральний фестиваль, Харків
- 2000 «Театр українського бароко», спільний театральний проект, Львів — Харків
- 2000 «Золотий лев», міжнародний театральний фестиваль, Львів
- 2001 «Боспорські агони», міжнародний театральний фестиваль, Керч
- 2001 «Херсонеські ігри», міжнародний театральний фестиваль, Севастополь
- 2001 «Східна легенда», культурний обмін, США
- 2002 «Боспорські агони», міжнародний театральний фестиваль, Керч
- 2002 «Стобі-2002», міжнародний фестиваль античної драми, Македонія
- 2006 «Боспорські агони», міжнародний театральний фестиваль, Керч
- 2006 «Золота Хортиця», міжнародний театральний фестиваль, Запоріжжя
- 2006 Тернопільські театральні вечори «Дебют»
- 2007 «M. Art. Контакт», міжнародний молодіжний театральний форум, Могильов, Білорусь
- 2015 Тиждень сучасної драматургії у Львові (в межах Форуму видавців), Україна

## Фільмографія
| Рік  | Фільм                               | Роль            | Режисер                                  |
| ---- | ----------------------------------- | --------------- | ---------------------------------------- |
| 1987 | Данило — князь Галицький            | Юродивий        | Ярослав Лупій                            |
| 2001 | На полі крові. Aceldama             | Месія           | Ярослав Лупій                            |
| 2005 | Присяжний повірений                 | Сосновський     | Олександр Горновський, Олександр Пронкін |
| 2006 | Богдан-Зиновій Хмельницький (фільм) | Адам Кисіль     | Микола Мащенко                           |
| 2007 | Таємниця Маестро                    | Цоппіс          | Микола Федюк                             |
| 2008 | Владика Андрей                      | Йосип Сліпий    | Олесь Янчук                              |
| 2011 | Повернення Мухтара-7                | Продавець газет | Володимир Златоустовський                |
| 2011 | Той, що пройшов крізь вогонь        | Пальоний        | Михайло Іллєнко                          |
| 2013 | Мар'яна                             | Хімік           | Іван Федорич                             |
| 2013 | Тіні незабутих предків              | Професор        | Любомир Левицький                        |
| 2014 | Перший день                         | ведучий         | Назарій Шпільчак Святослав Федорів       |
| 2015 | Політ золотої мушки                 | батько Миколи   | Іван Кравчишин                           |
| 2018 | Ефір                                | епізодична      | Кшиштоф Зануссі                          |

## Нагороди
- 2003 — Премія за найкращу чоловічу роль, «Хвала Еросу», Стобі, (Македонія)
- 2006 — Найкраща чоловіча роль другого плану, «Чекаючи на Ґодо», Тернопільські театральні вечори «Дебют»
- 2007 — Обласна премія в галузі театрального мистецтва імені Бориса Романицького
- 2012 — Заслужений артист України[5]
- 2024 – Народний артист України